# Eugenia Morariu
Eugenia Morariu (n. 28 martie 1903, Kassa, Austro-Ungaria – d. ianuarie 1977, Cluj-Napoca, România) a fost o esperantistă română, traducătoare de esperanto și funcționar public.

## Biografie
Eugenia Morariu s-a născut la 28 martie 1903 în orașul Kassa din Austro-Ungaria (în prezent orașul Košice din Slovacia), dintr-un tată român și o mamă unguroaică. A avut un frate mai mare pe nume Tiberiu (1901-1987), care s-a născut tot la Kassa la 28 septembrie 1901.
A studiat esperanto în anul 1921, împreună cu fratele ei, la un curs ținut de preotul catolic Andreo Cseh și a rămas activă în mișcarea esperantistă pentru tot restul vieții. A îndeplinit funcția de secretar al Clubului de Esperanto din Cluj în perioada 1923-1928, succedându-i fratelui ei care se mutase în 1923 în capitala României și devenise secretar al Centrului Român de Esperanto din București. Tiberiu Morariu a plecat apoi să predea esperanto în Suedia și, după ce s-a îndrăgostit de o suedeză pe nume Lizzie Andersson și s-a căsătorit cu ea, s-a stabilit acolo în 1928 și a obținut ulterior cetățenia suedeză. Astfel, Eugenia Morariu a preluat de facto în ianuarie 1927 funcțiile de reprezentant al României în cadrul Asociației Universale de Esperanto (UEA) și secretar al Institutului Român de Limba Esperanto din Cluj.
A tradus literatură română în esperanto și și-a publicat traducerile în revistele Heroldo de Esperanto și La Espero, precum și în volumul Rumana Antologio (1983). Printre operele literare românești pe care le-a tradus se numără poezia „Stejarul” de Lucian Blaga, a cărei tălmăcire a apărut în revista suedeză La Espero. În plus, Eugenia Morariu a tradus în limba română mai multe creații literare scrise original în esperanto, precum poeziile „Mankas krotaloj”, „Mi volis doni al vi kelke da violoj”, „Neĝo”, „Paneo” și „Postebrio” ale esperantistului scoțian William Auld care au apărut în traducere sub titlurile „Nevroze de altă natură”, „Consolare”, „Zăpadă”, „Pană” și „După bere” în revista Orizont (nr. 372/1975).
În afara activității de esperantistă, Eugenia Morariu a lucrat ca funcționar public.
Eugenia Morariu a murit la începutul lunii ianuarie 1977, în orașul Cluj din România.